# Tramway Lobbes Thuin
 (juin 2015).
Si vous disposez d'ouvrages ou d'articles de référence ou si vous connaissez des sites web de qualité traitant du thème abordé ici, merci de compléter l'article en donnant les références utiles à sa vérifiabilité et en les liant à la section « Notes et références ».

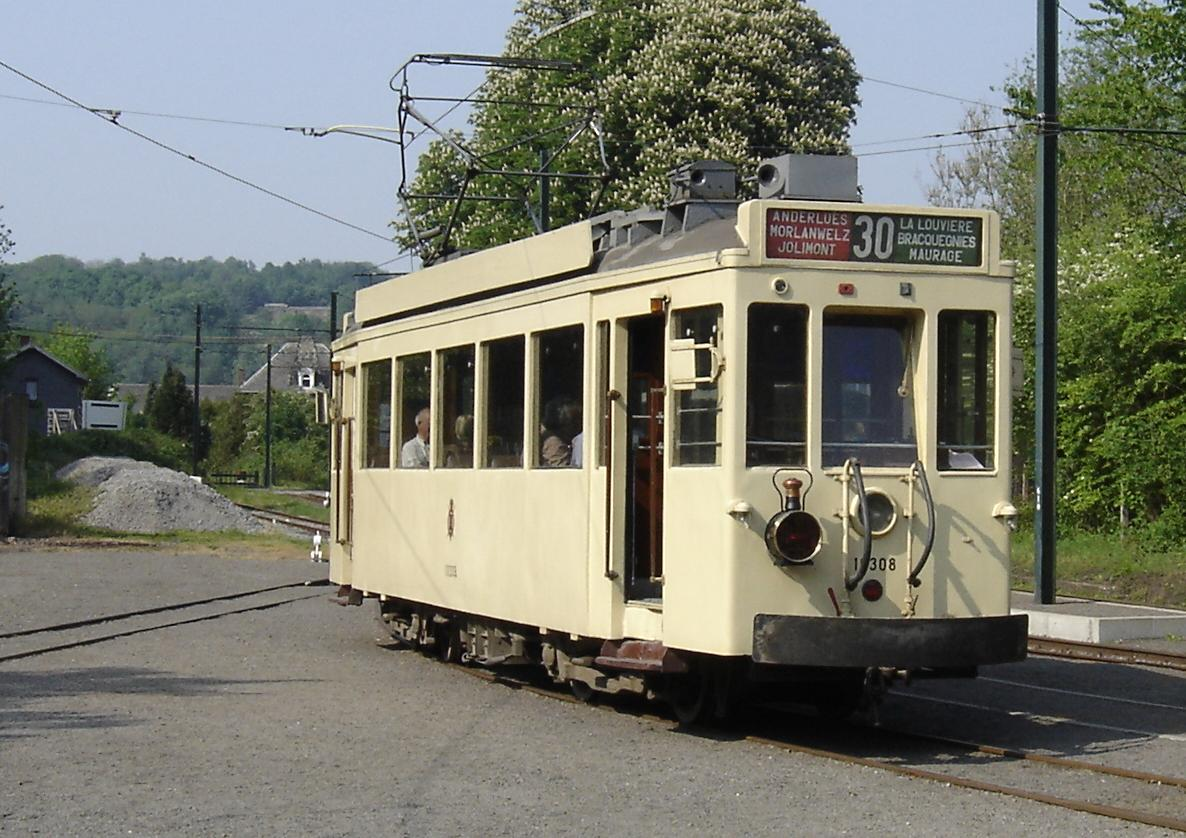
10308 "Standard Métallique" au terminus du musée.

Le Tramway Lobbes Thuin est une ligne de tramway à voie métrique et à alimentation électrique 600 V continu par ligne aérienne, exploitée conjointement avec un vaste musée consacré au tramway, le Centre de Découverte du Vicinal à Thuin en Belgique.
La ligne et le musée sont gérés par l'Asbl ASVi, fondée en 1972. Elle a pour but de sauvegarder, restaurer et mettre en service à des fins historiques et touristiques des tramways de l’ancienne Société nationale des chemins de fer vicinaux. L’association est composée uniquement de bénévoles.
La ligne est composée de deux éléments principaux : 
- une section des anciennes ligne de tramway vicinal Thuin-Charleroi (ligne 92) et Thuin-Anderlues (ligne91). La ligne 92 faisait partie du célèbre réseau vicinal belge qui autrefois couvrait toute la Belgique ;
- une section de voie SNCB à voie normale (ligne 109 Mons - Chimay) qui a été déferrée, et remise à l'écartement métrique.

## La ligne 92 Charleroi - Thuin
Dès l'origine exploitée en traction électrique, la ligne de tramway Anderlues - Thuin a été inaugurée le 11 avril 1914 sur la section Anderlues-Lobbes Pont du Nord.
En 1930, une extension de 3 km permit d'atteindre la Ville de Thuin, moyennant la construction d'un pont sur la Sambre. Elle portait à l'époque l'indice 10.
Pour rejoindre Charleroi à l'époque et malgré le détour, les voyageurs préféraient cette ligne au train (ligne Charleroi-Erquelinnes-Jeumont (F)): la fréquence des trains de voyageurs (du "grand" chemin de fer) était trop faible, tandis que le tramway vicinal offrait des liaisons régulières.
Le trafic voyageur fut supprimé le 31 décembre 1983, date à laquelle l'ASVi a repris la concession. À cette époque, la ligne était exploitée sous deux numéros de ligne: 91 Anderlues-Thuin et 92 Charleroi-Thuin (jusqu'en mai 1982).
L'exploitation, dans les années 1970, se faisait au moyen de motrices "type S". Une remorque y était attelée aux heures de pointe. Le croisement des trains sur cette voie unique se faisait à l'évitement des Écoles à Lobbes, où la motrice venant de Charleroi et Anderlues laissait la remorque au train venant de Thuin.
La ligne comportait les sections suivantes :
- Anderlues-Jonction / Mont-Sainte-Geneviève (évitement supprimé de longue date) : section déferrée en 2005
- Mont-Sainte-Geneviève / Lobbes-Écoles: section déferrée jusqu'à Lobbes-Bonniers en 2005
- Lobbes-Écoles / Lobbes-Quatre-Bras : poteaux enlevé en 2018
- Lobbes-Quatre-Bras / Lobbes-Pont du Nord
- Lobbes-Pont du Nord / Thuin-Ville-Basse

## Histoire

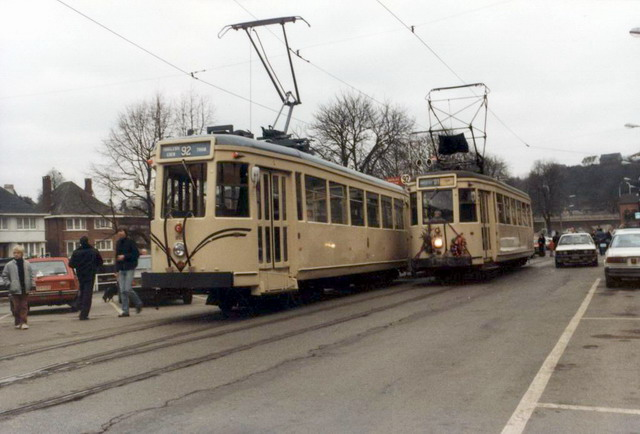
Le 31 décembre 1983, dernier jour du tram régulier

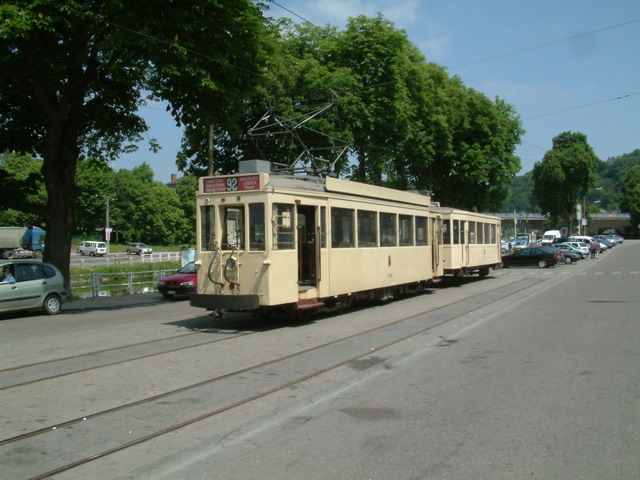
10308 et remorque 19220 au terminus de Thuin Ville-Basse

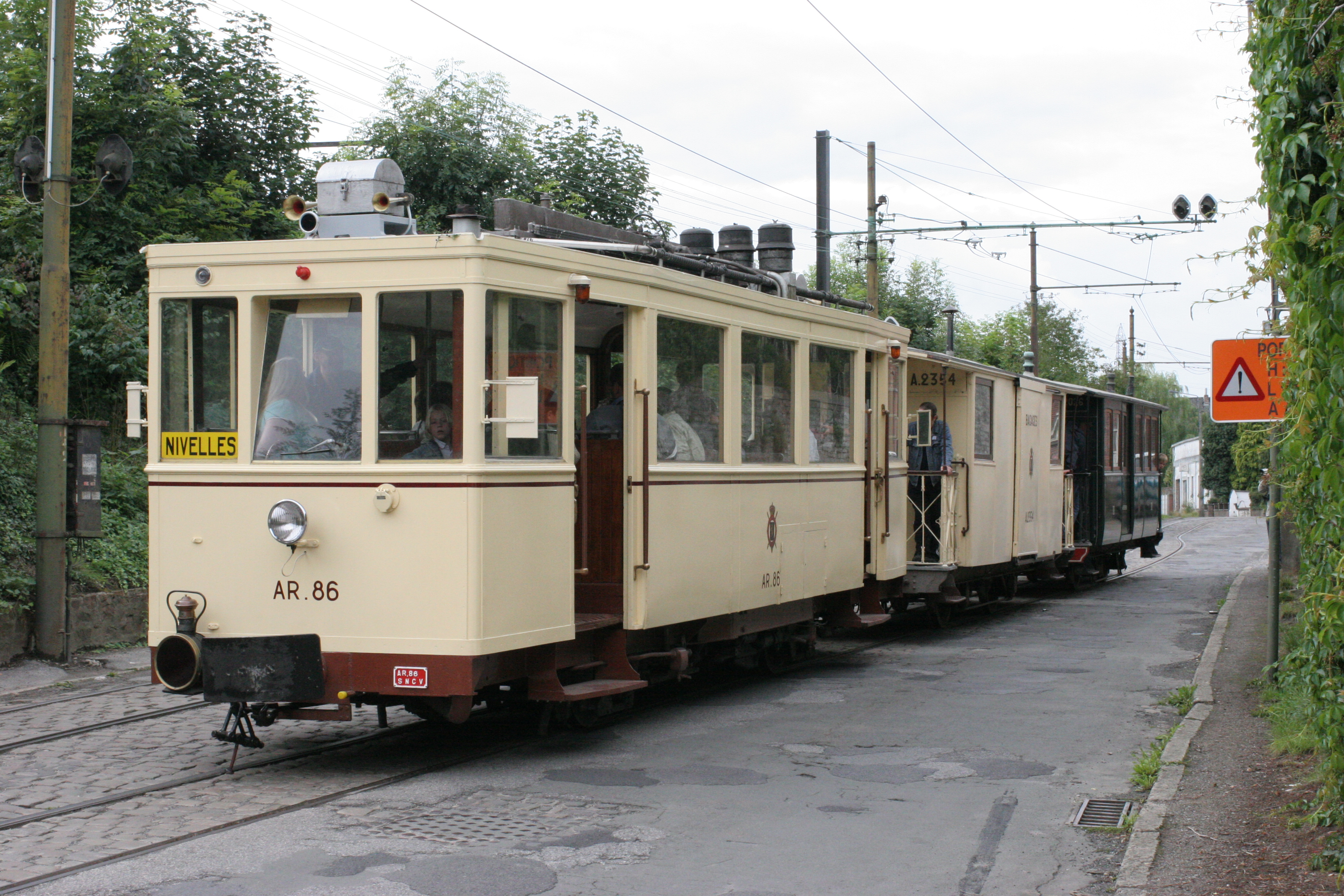
AR.86 et remorques dans Lobbes

Deux lignes de tramway du réseau vicinal belge avaient leur terminus sur la place de la Ville-Basse à Thuin : 
- la ligne 92 (Charleroi Eden — Marchienne — Fontaine-l'Évêque — Anderlues-Jonction — Lobbes-Bonniers — Lobbes — Thuin) ;
- la ligne 91 qui empruntait le même parcours mais seulement à partir d'Anderlues.

Les grandes dates du tramway touristique sont les suivantes :
- 1972 : Création de l'asbl ASVi.
- 1978 : L'ASVi fait circuler des trams sur la ligne Lobbes - Thuin.
- 31 décembre 1983 : Dernier tram 91.
- 1984 : L'ASVi assure seule l'entretien de la ligne Lobbes - Thuin.
- 1993 : Conversion de la ligne SNCB 109.
- 1999 : Inauguration de l'atelier pédagogique (ébauche du futur musée).
- 2003 : Début du chantier de reconstruction du pont sur la Sambre, l'accès à Lobbes est coupé.
- 2004 : Inauguration du Centre de Découverte du Chemin de Fer Vicinal.
- 2005 : Fin de la reconstruction du pont. Lobbes peut à nouveau être atteinte. La voie entre Anderlues-Jonction et Lobbes-Bonniers est déferrée, isolant le tramway Lobbes Thuin du réseau de Charleroi.
- 2009 : L'exploitation est étendue jusqu'à l'évitement de Lobbes-Quatre-Bras. La traction électrique est rétablie jusqu'à Lobbes-Pont du Nord.
- 14 août 2010 : Mise en service de l'extension jusque Biesme-sous-Thuin.
- 12 avril 2014 : La traction électrique est rétablie jusqu'à Lobbes-Entreville.
- Juin 2015 : Début de la restauration de la HL303 (objectif de la remettre en service  pour 2018)[1],[2]
- Août 2018 : La HL303 est remise en service à l'occasion du "Festival du Tram" de l'ASVi[3].
- Octobre 2018 : Première participation de la HL303 à l'événement "Nocturne", clôturant la saison de l'ASVi[4].
- Juillet 2021 : La HL303 a participé pour la première fois à la "Fête de la Vapeur" du Chemin de fer de la baie de Somme (les 3 & 4 juillet) en France.
- 2022 : L'ASVi fête ses 50 ans d'existence! (1972-2022)[5].
- 19 mai 2024 : La HL303 a participé aux festivités du "150ème anniversaire du tram de Gand" (en Flandre).

### Avenir
L'ASVi met tout en œuvre pour rétablir la circulation de ses tramways jusqu'à Lobbes Bonniers. Cette remise en état devrait être couplée avec une remise en état générale de la voirie régionale.

## Les circulations
Le tram touristique circule tous les week-ends entre les mois d'avril et octobre en tram diesel et/ou électrique (et en tram à vapeur lors de certaines journées).

## Les événements
L'ASVI organise trois événements annuels (journées à thèmes).
Voici la liste complète :
- Le "Festival du Tram" : Cet événement a lieu le weekend du 15 août.
- Les "Journées du Patrimoine" : Cet événement a lieu le 2ème week-end de septembre.
- La "Nocturne" : Cet événement a lieu le dernier dimanche d'octobre.

## Parcours
En partant du dépôt musée de Thuin, installé à l'emplacement de la gare de Thuin-Ouest des Chemins de fer de l’État, la ligne emprunte d'abord l'ex-voie SNCB, puis suit l'avenue de la Couture vers le cimetière de Thuin jusqu'au pont qui franchit la Sambre. Elle descend ensuite le long de la voie ferrée et atteint le pont du Nord où elle croise la Route Nationale 559. Elle passe ensuite à l'ouest de la ville de Lobbes pour rejoindre la station Lobbes Hôtel de Ville. De là, elle oblique à nouveau vers la RN 559 pour la rejoindre au niveau de la station Lobbes Entreville et circuler sur l'accotement ouest de celle-ci jusqu'au terminus des Bonniers. Cette section nord de la ligne est une des dernières sections électrifiées en accotement subsistant en Belgique.
Depuis l'avenue de la Couture, une section de l'ancien vicinal permet également d'atteindre la Ville Basse de Thuin sur les bords de Sambre.
En 2008 grâce à la région Wallonne et à la Ville de Thuin, l'ASVi a pu convertir l'ancienne ligne 109 des chemins de fer belges à l'écartement métrique, sur une section de 3 km préservée à cette fin, jusque l'ancienne gare SNCB de Biesme-sous-Thuin. Les travaux furent effectués en 2009 et 2010 et permettent la circulation d'engins diesel et ultérieurement à vapeur (HL303). Cette section est établie en parallèle avec la construction d'un RAVeL).
|  |   |   |   |  | Stations              | Lat/Long                    | Communes desservies |
|  | - | - | - |  | --------------------- | --------------------------- | ------------------- |
|  |   | o |   |  | (Lobbes Bonniers)     | 50° 22′ 07″ N, 4° 16′ 28″ E | Lobbes              |
|  |   | o |   |  | (Lobbes Écoles)       | 50° 21′ 55″ N, 4° 16′ 25″ E | Lobbes              |
|  |   | o |   |  | Lobbes Quatre Bras    | 50° 21′ 29″ N, 4° 16′ 14″ E | Lobbes              |
|  |   | o |   |  | Lobbes Entreville     | 50° 21′ 12″ N, 4° 16′ 02″ E | Lobbes              |
|  |   | o |   |  | Lobbes Hôtel de Ville | 50° 20′ 49″ N, 4° 15′ 49″ E | Lobbes              |
|  |   | o |   |  | Lobbes Pont du Nord   | 50° 20′ 44″ N, 4° 15′ 53″ E | Lobbes              |
|  |   | o |   |  | Lobbes Écluse         | 50° 20′ 42″ N, 4° 16′ 16″ E | Lobbes              |
|  |   | o |   |  | Thuin Cimetière       | 50° 20′ 40″ N, 4° 16′ 42″ E | Thuin               |
|  | o |   |   |  | Musée ASVi            | 50° 20′ 29″ N, 4° 16′ 46″ E | Thuin               |
|  |   |   | o |  | Thuin Ville-basse     | 50° 20′ 29″ N, 4° 17′ 07″ E | Thuin               |
|  | o |   |   |  | Thuin Haut-Marteau    | 50° 19′ 43″ N, 4° 17′ 50″ E | Thuin               |
|  | o |   |   |  | Biesme-sous-Thuin     | 50° 19′ 06″ N, 4° 18′ 26″ E | Thuin               |

## Les collections

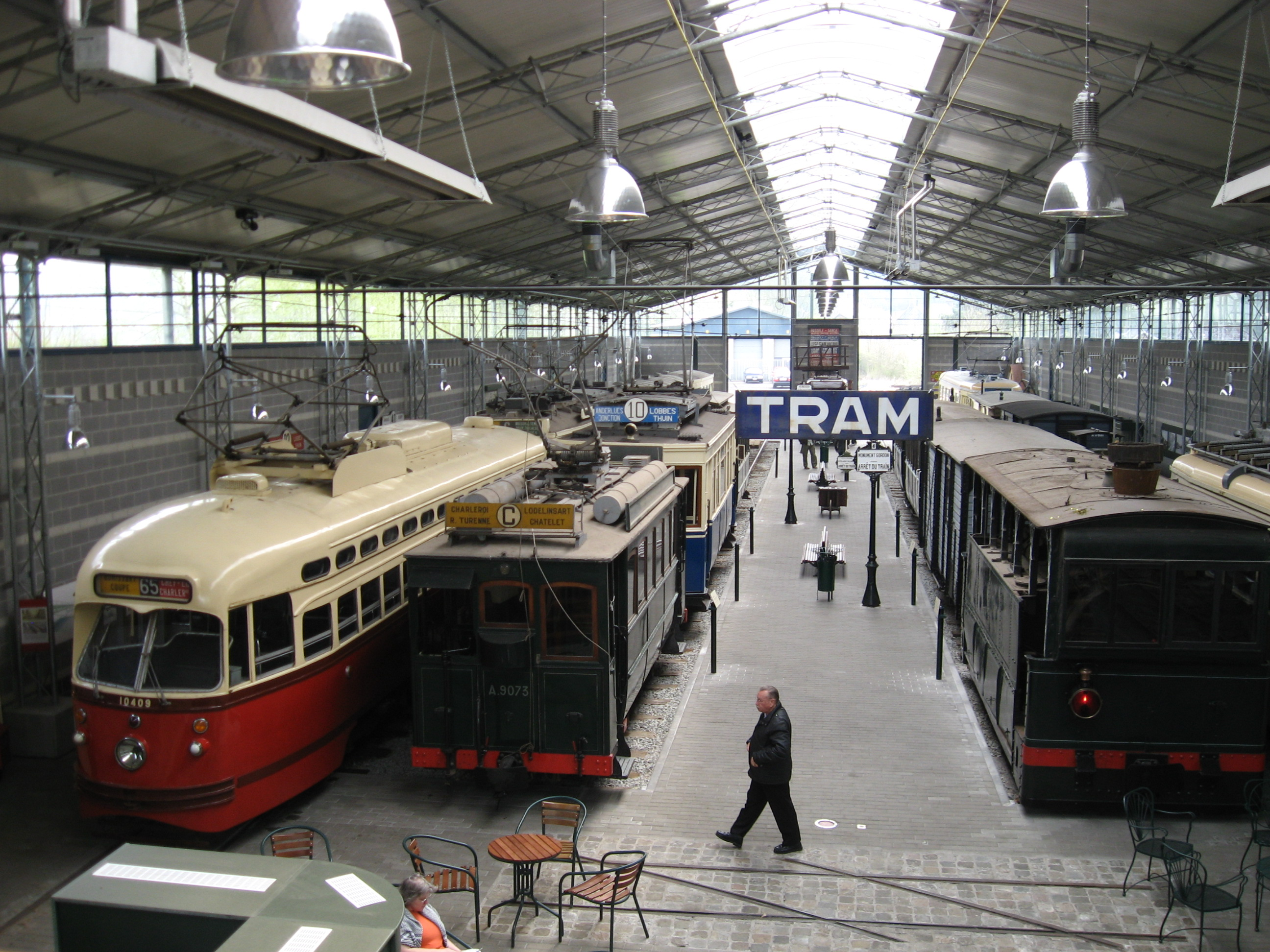
Intérieur du musée - de gauche à droite, 10409 "PCC", A.9073 et HL303.

L'ASVi a préservé depuis sa création une cinquantaine de véhicules historiques d'une valeur inestimable et extrêmement représentatifs de l'évolution du transport vicinal. La collection compte, entre autres, une locomotive à vapeur (type 7) de 1888 construite par la Métallurgique à Tubize et un tramway électrique de 1901, construit par Électricité et Hydraulique à Charleroi, qui deviendra plus tard ACEC, mieux connu dans l'électroménager belge, jusqu'à sa reprise par le groupe Alstom.
D'autres véhicules illustrent aussi bien l'évolution du transport, comme les véhicules 9888 et 9924 du début des années 1930, où le confort fait son apparition, mais sont détrônés rapidement par les véhicules "standards" construits entre 1932 et 1947, de longs tramways à bogies, rapides et confortables, construits à 400 exemplaires.
La collection compte aussi un exemplaire d'un tramway PCC dont l'histoire est peu commune. Issu d'une première série de 24 véhicules construits pour la Belgique en 1950, ils sont revendus à Belgrade en 1960. Un exemplaire de ce véhicule de type "tout électrique" et révolutionnaire à l'époque a été rapatrié en 1986.
Emblématique de la révolution industrielle belge, le musée comporte des véhicules construits par toute une série d'entreprises aujourd'hui disparues ou englobées dans d'autres groupes, parmi celles-ci, on retrouve les Ateliers du Rœulx, les Ateliers de Godarville, la Franco-Belge, les Ateliers de la Dyle (à Louvain), Baume et Marpent, La Brugeoise Nicaise et Delcuve (plus tard La Brugeoise et Nivelles, aussi présente à Manage et repris par les canadiens de Bombardier).
Une grande partie du matériel a aussi été construite par la SNCV elle-même.
Les listes suivantes ne sont pas exhaustives et devront être complétées ou actualisées au fil du temps (dernière actualisation en juillet 2024) :

### Locomotive à vapeur
| Photo | Matricule   | Modèle | Constructeur & année                    | Informations techniques | État actuel    |
| ----- | ----------- | ------ | --------------------------------------- | --- | -------------- |
| HL303 | SNCV HL.303 | Type 7 | Ateliers Métallurgiques de Tubize, 1888 | - Locomotive à vapeur de type Vicinal (030T) à voie métrique. - 7 m, 24 t (29 t en ordre de marche), vitesse maximum : 30 km/h (300cv). - Timbre chaudière : 12,5 kg/cm². - Capacité de la soute à charbon : 965 kg. - Capacité de la soute à eau : 2 600 L (2,6 m3). - Achetée par "l'AMUTRA" pour le Musée du Tramway de Schepdael le 13 décembre 1965, puis confiée à l'association. - Elle a bénéficié d'une restauration complète entre juin 2015 et juillet 2018 par les ateliers de la CITEV (France). | Opérationnelle |

### Autorails
| Photo        | Matricule | Modèle            | Constructeur & année                       | Informations techniques                                                                           | État actuel  |
| ------------ | --------- | ----------------- | ------------------------------------------ | ------------------------------------------------------------------------------------------------- | ------------ |
| AR.86        | AR.86     | Type AR classique | SNCV Brabant (à Cureghem), 1934            | - 00 m, 00 t, vitesse maximum : 60 km/h (160cv). - Capacité de réservoir à gazole : 000 L (0 m3). | Opérationnel |
| ASVi ART 300 | ART.300   | Type 297          | SNCV Andenne & Kessel-Lo (à Andenne), 1937 | - 00 m, 00 t, vitesse maximum : 41 km/h (160cv). - Capacité de réservoir à gazole : 000 L (0 m3). | Opérationnel |

### Motrices électriques à 2 essieux et à bogies (M2/M4)
| Photo                       | Matricule      | Type | Type                     | Constructeur & année                           | Informations techniques                                                          | État actuel                                                       |
| --------------------------- | -------------- | ---- | ------------------------ | ---------------------------------------------- | -------------------------------------------------------------------------------- | ----------------------------------------------------------------- |
|                             | 9063           | M4   | Type S                   | SNCV Brabant, 1956                             | - 00 m, 00 t, vitesse maximum : 00 km/h. - Tention :                             | Hors service (à restaurer).                                       |
| A.9073                      | A.9073         | M2   | Type 9048 SNCV           | Électricité et Hydraulique (à Charleroi), 1901 | - 00 m, 00 t, vitesse maximum : 40 km/h (140cv). - Tention : Électrique 600V DC. | Opérationnel                                                      |
| 9148                        | 9148           | M4   | Type S Métro (SM)        | SNCV Brabant, 1956                             | - 00 m, 00 t, vitesse maximum : 00 km/h. - Tention :                             | Opérationnel (roulant sur le réseau du métro léger de Charleroi). |
| ASVi A.9288                 | A.9288         | M2   | Type Manage              | La Construction (à Manage), 1909               | - 00 m, 00 t, vitesse maximum : 40 km/h (120cv). - Tention : Électrique 600V DC. | Opérationnel                                                      |
| A.9515                      | A.9515         | M2   | Type 9511 SNCV           | Le Rœulx, 1918                                 | - 00 m, 00 t, vitesse maximum : 40 km/h (120cv). - Tention : Électrique 600V DC. | Opérationnel                                                      |
|                             | 9603           | M2   |                          | Ateliers de Seneffe, 1919                      | - 00 m, 00 t, vitesse maximum : 00 km/h. - Tention :                             | Hors service (à restaurer).                                       |
|                             | 9733 (ex 9984) | M4   | Type Standard Bois       | Braine-le-Comte, 1932                          | - 00 m, 00 t, vitesse maximum : 00 km/h. - Tention :                             | Hors service (en cours de restauration).                          |
|                             | 9888           | M2   |                          | Franco-Belge (La Croyère), 1930                | - 00 m, 00 t, vitesse maximum : 60 km/h (140cv). - Tention : Électrique 600V DC. | Opérationnel                                                      |
|                             | 9924           | M2   | Type 9920                | Ateliers de la Dyle (à Louvain), 1931          | - 00 m, 00 t, vitesse maximum : 60 km/h (150cv). - Tention : Électrique 600V DC. | Opérationnel                                                      |
|                             | 9963           | M2   | Fourgon-moteur           | Godarville, 1916                               | - 00 m, 00 t, vitesse maximum : 40 km/h (160cv). - Tention : Électrique 600V DC. | Hors service (en cours de restauration).                          |
| 9974 "Type SE"              | S.9974         | M4   | Type SE                  | SNCV Bruxelles, 1958                           | - 00 m, 00 t, vitesse maximum : 80 km/h (240cv). - Tention : Électrique 600V DC. | Opérationnel                                                      |
|                             | 10284          | M4   | Type Standard Eugies     | Braine-le-Comte, 1936                          | - 00 m, 00 t, vitesse maximum : 60 km/h (240cv). - Tention : Électrique 600V DC. | Opérationnel                                                      |
| 10308 "Standard Métallique" | 10308          | M4   | Type Standard Métallique | Baume & Marpent, 1942                          | - 00 m, 00 t, vitesse maximum : 70 km/h (240cv). - Tention : Électrique 600V DC. | Opérationnel                                                      |
|                             | 10393          | M4   | Type 10374               | Braine-le-Comte, 1949                          | - 00 m, 00 t, vitesse maximum : 00 km/h. - Tention :                             | Hors service (à restaurer).                                       |
|                             | 10409          | M4   | Type PCC                 | La Brugeoise, Nicaise & Delcuve & ACEC, 1949   | - 00 m, 00 t, vitesse maximum : 80 km/h (200cv). - Tention : Électrique 600V DC. | Opérationnel                                                      |
| 10480 "Type N"              | 10480          | M4   | Type N                   | SNCV Bruxelles (à Cureghem), 1954              | - 00 m, 00 t, vitesse maximum : 60 km/h (80cv). - Tention : Électrique 600V DC.  | Opérationnel                                                      |
|                             | 21002          | M2   | Raboteuse                | SNCV Eugies, 1954                              | - 00 m, 00 t, vitesse maximum : 00 km/h. - Tention :                             | Hors service (à restaurer).                                       |

### Voitures à voyageurs & fourgons
| Photo | Matricule | Type | Modèle                                                                                         | Constructeur & année                                              | Informations techniques | État actuel                                                         |
| ----- | --------- | ---- | ---------------------------------------------------------------------------------------------- | ----------------------------------------------------------------- | ----------------------- | ------------------------------------------------------------------- |
|       | A.1484    | V2   | Remorque vapeur à deux essieux de 2e classe.                                                   | Nicaise & Delcuve (à La Louvière), 1911                           |                         | Opérationnelle                                                      |
|       | A.1590    | E2   | Remorque vapeur à deux essieux mixte 1re/2e classe.                                            | La Métallurgique (à Nivelles), 1894                               |                         | Opérationnelle                                                      |
|       | A.1853    | V4   | Remorque vapeur à deux bogies mixte 1re/2e classe avec compartiment à bagages.                 | Franco-Belge (La Croyère), 1891                                   |                         | Opérationnelle                                                      |
|       | A.1936    | E2   | Remorque à deux essieux pour le service des tramways électriques mixte 1re/2e classe.          | Ateliers de Seneffe, 1908                                         |                         | Opérationnelle                                                      |
|       | A.2026    | V2   | Remorque vapeur à deux essieux de 2e classe avec compartiment à bagages central.               | Franco-Belge (La Croyère), 1904                                   |                         | Opérationnelle                                                      |
|       | A.2121    | V2   | Mixte                                                                                          | Baume & Marpent, 1920                                             |                         | Hors service (en cours de restauration).                            |
|       | A.2354    | V2   | Fourgon à bagages à deux essieux.                                                              | Baume & Marpent, 1899                                             |                         | Opérationnel                                                        |
|       | A.8798    | E2   | Baladeuse à deux essieux.                                                                      | CCC, 1908                                                         |                         | Hors service (à restaurer).                                         |
|       | A.8821    | E2   | Baladeuse à deux essieux.                                                                      | Ateliers Germain, 1910                                            |                         | Hors service (en cours de restauration).                            |
|       | A.8861    | E2   | Baladeuse à deux essieux.                                                                      | Droeshout & Windels (à Malines), 1913                             |                         | Hors service (en cours de restauration).                            |
|       | B.8893    | E2   | Baladeuse à deux essieux.                                                                      | Droeshout & Windels, 1913                                         |                         | Hors service (à restaurer).                                         |
|       | 9309      | E4   | Remorque Type S Métro (SM)                                                                     | SNCV Brabant, 1957                                                |                         | Opérationnelle (roulant sur le réseau du métro léger de Charleroi). |
|       | A.11501   | V2   | Remorque vapeur à deux essieux mixte 1re/2e classe.                                            | Baume & Marpent, 1908                                             |                         | Opérationnelle                                                      |
|       | 19151     | E4   | Remorque Standard Bois                                                                         | Société Annonyme des Grosses Forges et Usines de La Herstre, 1930 |                         | Hors service (à restaurer).                                         |
|       | 19220     | E2   | Remorque à deux essieux de type "Brabant".                                                     | Braine-le-Comte, 1932                                             |                         | Opérationnelle                                                      |
|       | 19405     | E4   | Remorque Standard Métallique à deux bogies de 2e classe pour le service des trams électriques. | Braine-le-Comte, 1944                                             |                         | Opérationnelle                                                      |
|       | 19666     | E4   | Remorque Standard Bois                                                                         | Familleureux, 1930                                                |                         | Hors service (à restaurer).                                         |

### Wagons de marchandises
| Photo | Matricule | Modèle                          | Constructeur & année                                              | Informations techniques                                                                                   | État actuel  |
| ----- | --------- | ------------------------------- | ----------------------------------------------------------------- | --- | ------------ |
|       | A.3504    | Wagon plat à deux essieux.      | Baume et Marpent, 1885                                            | | Opérationnel |
|       | A.4833    | Wagon tombereau à deux essieux. | Ateliers de Tyberchamps (à Godarville), 1902                      | | Opérationnel |
|       | A.8158    | Wagon plat à deux bogies.       | Société Annonyme des Grosses Forges et Usines de La Herstre, 1928 | | Opérationnel |
|       | A.8168    | Wagon plat à trois essieux.     | Ateliers Franco-Belge (La Croyère), 1930                          | | Opérationnel |
|       | A.8409    |                                 | Ateliers Tyberchamps (à Godarville), 1905                         | - Ce wagon permet d'atteler un tram (à voie métrique) à un wagon du grand chemin de fer (à voie normale). | Opérationnel |
|       | A.17691   | Wagon à deux essieux.           | Ateliers Canon - Legrand, 1910                                    | | Opérationnel |
|       | A.17859   | Wagon à deux essieux.           | Constructeur et date inconnus.                                    | |              |
|       | A.18328   | Wagon à deux essieux.           | Ateliers Léon Piérart, 1928                                       | | Opérationnel |

### Wagons de service
| Photo | Matricule     | Modèle                          | Constructeur & année                                 | Informations techniques                                                                                | État actuel                              |
| ----- | ------------- | ------------------------------- | ---------------------------------------------------- | --- | ---------------------------------------- |
|       | A.5071        |                                 | Constructeur et date inconnus.                       | |                                          |
|       | A.6755        | Wagon tombereau à deux essieux. | Ateliers de construction de Bracquegnies, 1899       | | Hors service                             |
|       | A.7089        | Wagon plat à deux essieux.      | Ateliers Nicaise et Delcuve (à La Louvière), 1892    | | Opérationnel                             |
|       | A.7801        | Wagon fermé à deux essieux.     | La Dyle et Bacalan, 1899                             | | Opérationnel                             |
|       | A.14849       | Wagon tombereau à deux essieux. | Ateliers de Seneffe, 1909                            | | Opérationnel                             |
|       | A.51567       | Wagon échelle à deux essieux.   | SNCV Jumet, date inconnue.                           | | Opérationnel                             |
|       | Wagonnet LW.4 |                                 | SNCV Jumet, entre fin des années 1970 et début 1980. | - Ce wagonnet assez atypique a servi à la maintenance de la caténaire sur le métro léger de Charleroi. | Hors service (en cours de restauration). |

### Engins divers
| Photo | Matricule      | Constructeur & année | Informations techniques                                    | État actuel                       |
| ----- | -------------- | -------------------- | ---------------------------------------------------------- | --------------------------------- |
|       | Camion échelle | Bovy-Pipe, 1947.     | - Véhicule sur pneu pour l'entretien de la ligne aérienne. | Hors service (état d'exposition). |

### Matériel mis en prêt
Afin de faire face à l'exploitation de la nouvelle extension jusque Biesme-sous-Thuin, l'autorail ART.50 a été temporairement prêté par le TTA. À ce jour, l'autorail a été rendu à l'association.